# Nanna Kristensen-Randers
Nanna Kristensen-Randers (3. november 1864, Bogø – 15. april 1908, Ollerup) var en dansk jurist, kvinderettighedsaktivist og højskoleforstander.
I 1887 blev hun Danmarks første kvindelige jurist. Fra 1894 drev hun sammen med sin mand, J.P. Kristensen-Randers, Ollerup Højskole på Fyn.

## Tidlige år og uddannelse
Nanna Berg blev født på Bogø som datter af skoleforstander Chresten Poulsen Berg (1821-1891) og Maren Bertelsen (1836-1906). Hjemmet var grundtvigiansk.
Familien flyttede til Hillerød i 1876, og her blev faderen optaget af politik og avisudgivelse og stiftede således Morgenbladet og De Bergske Blade. I den forbindelse blev deres hjem besøgt flittigt af tidens politikere og kendte kulturpersonligheder.
I 1884 begyndte Nanna Kristensen-Randers på N. Zahles Skole for at tage almindelig forberedelseseksamen og blev af underviser Ida Falbe-Hansen beskrevet som en "seriøst arbejde" elev med "ualmindelig hæderlig og dygtig Karakter".

## Karriere
Nanna Kristensen-Randers læste jura på Københavns Universitet på den første årgang, der blev åbnet for kvinder i 1875. I 1887 gennemførte hun studiet på en ordning indført for at løse problemet med underbemanding ved underretterne. Herefter fik hun ansættelse ved den anerkendte sagfører Svend Høgsbro, der gav hende fuldmagt til repræsentere sig ved retten. Et sådant fremmøde tillod systemet dog ikke, da kvinder ikke var tilladt arbejde ved steder som Østre Landsret eller Højesteret.
Adskillige forsøg fra Nanna Kristensen-Randers og Svend Høgsbro, bakket op af støtteerklæringer fra Ida Falbe-Hansen, Elisabeth Grundtvig og Nathalie Zahle samt en principiel prøvesag om mænds og kvinders ligetilling, blev afvist. Fra Højesteret lød det, at Lov om Adgang til Sagførervirksomhed af 1868 ikke kunne antages at ville fravige “de iøvrigt i Lovgivningen herskende Grundsætninger om Kvinders Udelukkelse i Almindelighed fra at beklæde offentlige Embeder og Bestillinger”.
Først i 1909 lykkedes det en kvinde – Henny Magnussen – at opnå graden Cand.jur. og bestalling.
Nanna Kristensen-Randers forlod juraen og arbejdede en tid som privatsekretær for sin far og holdt sig aktiv i Dansk Kvindesamfunds københavnerkreds. Hun rejste gerne ud og holdt foredrag, og kom i den forbindelse til Ollerup Højskole, hvor hun mødte sin kommende mand, J. P. Kristensen-Randers.
Parret købte højskolen i 1894 og udvidede den i de kommende år til et velbesøgt kraftcenter for progressive, folkeoplysende debatter. Nanna Kristensen-Randers var drevet af en social bevidsthed. Således donerede hun en grund til børnehjemmet i Ollerup, da dette nedbrændte.
Nanna Kristensen-Randers døde som 43-årig i 1908 efter en del år med dårligt hjerte og stærk astma.